# Eleições municipais em Rio Branco em 1988
As eleições municipais em Rio Branco em 1988 aconteceram em 15 de novembro, como parte das eleições municipais em 24 estados brasileiros e nos  territórios federais do Amapá e Roraima. Neste caso foram eleitos dois descendentes de árabes: o prefeito Jorge Kalume, a vice-prefeita Iolanda Fleming e 17 vereadores.
Nascido em Belém, o contabilista Jorge Kalume formou-se nesta cidade em 1939, onde assumiu a diretoria financeira do Banco da Amazônia. Fundador do Rotary Clube de Xapuri em 1948, presidiu a Associação Comercial de Xapuri e foi provedor do Hospital Epaminondas Jácome. Membro do PSD, foi nomeado prefeito de Xapuri pelo governador Valério Magalhães em 1956, elegendo-se deputado federal em 1962, ingressando nas fileiras da ARENA no curso do mandato, renunciando ao mesmo após ser eleito, por via indireta, governador do Acre em 1966. Aliado ao Regime Militar de 1964, perdeu a eleição para senador em 1974, retornando à diretoria financeira do Banco da Amazônia. Eleito senador em 1978, mudou para o PDS. Derrotado por Nabor Júnior ao disputar o governo acreano em 1982, votou em Paulo Maluf no Colégio Eleitoral em 1985 e perdeu a eleição para senador em 1986, mas elegeu-se prefeito de Rio Branco em 1988.
Nascida em Manoel Urbano, a professora Iolanda Fleming trabalhou como agricultora e empregada doméstica antes de formar-se na Escola Normal Lourenço Filho. Animadora dos comícios do PTB no Acre ainda na adolescência, foi nomeada para trabalhar na rede estadual de ensino em 1961, quando já estava casada com Geraldo Fleming. Exonerada do cargo de diretora da escola Neutel Maia, em Rio Branco em 1965, ano que sua filiação ao PTB cessou graças ao Ato Institucional Número Dois. Eleita vereadora na capital acreana pelo MDB em 1972 e 1976, ascendeu à presidência da Câmara Municipal, graduou-se advogada na Universidade Federal do Acre e em 1978 elegeu-se deputada estadual. Restaurado o pluripartidarismo, elegeu-se vice-governadora do Acre pelo PMDB em 1982.
Em 28 de março de 1983, tornou-se a primeira mulher a assumir o governo de um estado brasileiro, pois Nabor Júnior estava em Belém numa reunião no Conselho Deliberativo da Superintendência do Desenvolvimento da Amazônia, assumindo o cargo de maneira efetiva em 14 de maio de 1986, quando o titular renunciou a fim de eleger-se senador. Em 1987 assumiu a secretaria de Transportes a convite do governador Flaviano Melo, mas deixou o cargo no ano seguinte alegando "desprestígio" junto ao governo estadual. Logo depois ingressou no PDS elegendo-se vice-prefeita de Rio Branco na chapa de Jorge Kalume em 1988. Durante o mandato candidatou-se a senadora em 1990, mas figurou em penúltimo lugar.

## Resultado da eleição para prefeito
Foram apurados 56.794 votos nominais, assim distribuídos:
| Candidatos a prefeito de Rio Branco | Candidatos a vice-prefeito        | Número | Coligação             | Votação | Percentual |
| ----------------------------------- | --------------------------------- | ------ | --------------------- | ------- | ---------- |
| Jorge Kalume PDS                    | Iolanda Fleming PDS               | 11     | PDS (sem coligação)   | 26.832  | 47,24%     |
| Ariosto Miguéis PMDB                | Nilce Machado da Rocha Gomes PMDB | 15     | PMDB (sem coligação)  | 18.017  | 31,72%     |
| Alércio Dias PFL                    | Luiz Carlos Beyruth PFL           | 25     | PFL (sem coligação)   | 6.941   | 12,22%     |
| Nilson Mourão PT                    | Francisco Raulino Saraiva PT      | 13     | PT (sem coligação)    | 3.379   | 5,95%      |
| Mário Maia PDT                      | Álvaro Moreira Romero PDT         | 12     | PDT (sem coligação)   | 1.076   | 1,90%      |
| Luiz Marques PCdoB                  | Maria Rita Pereira Batista PCdoB  | 24     | PCdoB (sem coligação) | 549     | 0,97%      |

## Resultado da eleição para vereador
São relacionados os candidatos eleitos com informações complementares da Câmara Municipal de Rio Branco.
| Vereadores de Rio Branco | Partido | Votação |
| ------------------------ | ------- | ------- |
| Marina Silva             | PT      | 2.518   |
| Carlinhos Santiago       | PMDB    | 1.283   |
| Regina Lino              | PMDB    | 1.072   |
| Helder Paiva             | PDS     | 1.036   |
| Gilvan Timerman          | PDS     | 966     |
| Luís Mesquita            | PMDB    | 883     |
| Francisco Bezerra        | PMDB    | 880     |
| Cleudo Mendonça          | PMDB    | 807     |
| Airton Rocha             | PMDB    | 795     |
| Edmilson Brasil          | PMDB    | 782     |
| Almir Dankar             | PDS     | 759     |
| José Nerton Café         | PMDB    | 739     |
| Raimundo Sampaio         | PDS     | 676     |
| Carlos Beyruth           | PMDB    | 673     |
| Cosme Moraes             | PDS     | 626     |
| Nabiha Bestene           | PDS     | 585     |
| Francisco Vidal          | PMDB    | 400     |
| Fontes:                  |         |         |